# 부발차량사업소
부발차량사업소(夫鉢車輛事業所)는 한국철도공사의 경강선을 운영하는 전동차의 경정비, 주박 및 검수를 위해 경기도 이천시 부발읍 아미리 일원에 위치한 수도권 광역철도 차량기지다. 중정비는 분당차량기지에서 담당하였으나, 2019년경 조직개편으로 인해 시흥/문산/이문차량기지에서 분산하여 담당한다. 수도권 전철 경강선은 심야에 8편성이 주박한다. 중부내륙선 KTX-이음은 심야에 1편성이 주박한다.

## 배선도
부발역과 부발차량기지의 배선도는 다음과 같다.

## 업무
- 한국철도공사 371000호대 전동차, KTX-이음 경정비, 검수 및 주박